# Phalacrus politus
Phalacrus politus là một loài bọ cánh cứng trong họ Phalacridae. Loài này được Melsheimer miêu tả khoa học năm 1844.